# Bošnjace
Bošnjace (izvirno srbsko Бошњаце) je naselje v Srbiji, ki upravno spada pod Občino Lebane; slednja pa je del Jablaniškega upravnega okraja.

## Demografija
V naselju, katerega izvirno (srbsko-cirilično) ime je Бошњаце, živi 1296 polnoletnih prebivalcev, pri čemer je njihova povprečna starost 40,6 let (40,1 pri moških in 41,0 pri ženskah). Naselje ima 457 gospodinjstev, pri čemer je povprečno število članov na gospodinjstvo 3,56.
To naselje je, glede na rezultate popisa iz leta 2002, večinoma srbsko.
|  |

| Demografija | Demografija     | Demografija     |
| Leto        | Št. prebivalcev | Št. prebivalcev |
| ----------- | --------------- | --------------- |
|             |                 |                 |
|             |                 |                 |
|             |                 |                 |
|             |                 |                 |
| 1948        | 1517            |                 |
| 1953        | 1601            |                 |
| 1961        | 1691            |                 |
| 1971        | 1769            |                 |
| 1981        | 1819            |                 |
| 1991        | 1853            | 1833            |
| 2002        | 1687            | 1629            |
|             |                 |                 |

| Etnična sestava po popisu iz leta 2002 | Etnična sestava po popisu iz leta 2002 | Etnična sestava po popisu iz leta 2002 | Etnična sestava po popisu iz leta 2002 | Etnična sestava po popisu iz leta 2002 |
| -------------------------------------- | -------------------------------------- | -------------------------------------- | -------------------------------------- | -------------------------------------- |
| Srbi                                   | Srbi                                   |                                        | 1.524                                  | 93,55%                                 |
| Romi                                   | Romi                                   |                                        | 87                                     | 5,34%                                  |
| Nemci                                  | Nemci                                  |                                        | 2                                      | 0,12%                                  |
| Črnogorci                              | Črnogorci                              |                                        | 1                                      | 0,06%                                  |
| Hrvati                                 | Hrvati                                 |                                        | 1                                      | 0,06%                                  |
| Romuni                                 | Romuni                                 |                                        | 1                                      | 0,06%                                  |
| Makedonci                              | Makedonci                              |                                        | 1                                      | 0,06%                                  |
| Bolgari                                | Bolgari                                |                                        | 1                                      | 0,06%                                  |
| Neznano                                | Neznano                                |                                        | 3                                      | 0,18%                                  |